# Rádio Radar
A rádio Radar é uma rádio local portuguesa na zona da grande Lisboa, a transmitir a partir do concelho de Almada em 97.8 FM .

## História
Focada principalmente na divulgação musical nacional e internacional, a rádio foi criada como "sonoridade alternativa às rádios rock de sucesso" em 2002, na frequência então ocupada pelo projecto "Rádio Voz de Almada".
Em 2017, a Rádio Radar passou a ser detida, na totalidade, por Álvaro Covões (dono da promotora de espectáculos Everything Is New), em conjunto com a Rádio Oxigénio.
A Radar foi a última rádio por onde passaram o radialista António Sérgio, responsável pelo programa Viriato 25, e o músico Zé Pedro (Xutos & Pontapés), que para além de ter uma rubrica própria (Zé Pedro Rock N' Roll) era presença assídua noutros programas da Radar. Foi também a última casa radiofónica de Francisco Amaral, que assinava o histórico programa Íntima Fracção. 
Alguns dos programas mais conhecidos são: o Álbum de Família, o Observatório Radar com um álbum em destaque por semana; a Discopátria com as novidades da música nacional, a Hora do Bolo, criada pelos ouvintes da rádio, o Maus Exemplos, programa de entrevistas semanal cujo ponto de partida é sempre um mau exemplo, o Nuestros Hermanos com as novidades além fronteiras e o Palco Radar, uma banda ao vivo em destaque semanal.
Nos 15 anos da Radar, a rádio apresentou concertos com Father John Misty, Spoon, The National, Arcade Fire, entre outros.
Em 2020 a Radar apresentou uma nova equipa, com a orientação musical que a caracteriza desde sempre e em 2022 assinalou o regresso de Pedro Moreira Dias à rádio.
Em 2022 a Radar celebrou 20 anos de emissões com actuações ao vivo de Idles, Novo Amor, Eagles Of Death Metal, Simple Minds, Sharon Van Etten, John Cleese, Arcade Fire, Sigur Rós, Franz Ferdinand, Wolf Alice, Bon Iver e Band Of Horses, entre outros.

## Equipa
- Ricardo Guerra (Director)
- João Barros
- Pedro Moreira Dias
- Liliana Teixeira Lopes
- Élio Salsinha
- Rui M. Teixeira
- Tiago Crispim
- Gonçalo Formiga
- Zé Sousa (Maldito)
- Thomas Anahory
- André Gonçalves
- João Morado
- Renato Rocha
- Pedro Saavedra
- Rui P Miguel
- Beatriz Costa
- João Soares Barros

Ex-membros da equipa
- Rui Maia
- Sarah Lemonnier
- RAI
- Pedro Ramos
- Inês Meneses
- Pedro Mexia
- Joana Bernardo
- Duarte Pinto Coelho
- António Sérgio
- Ana Cristina Ferrão
- Zé Pedro
- Nuno Galopim
- Tiago Castro
- Ana Farinha
- Ricardo Mariano
- Ricardo Carvalho
- Paulo Garcia
- Paulo Lizardo
- João Vaz Silva
- Benjamim
- Francisco Amaral
- André Murraças
- Pedro Coquenão
- Sofia Morais
- Rodrigo Albergaria
- Pedro Paixão